# Michael Gannon
Michael Gannon (Fort Sill, Oklahoma, 28 de abril de 1927 - Gainesville, Florida, 11 de abril de 2017) fue un historiador militar estadounidense, -experto en Florida y en la II Guerra Mundial-, académico, exsacerdote y corresponsal de guerra. 

## Biografía

### Infancia y educación
Nació en Oklahoma en una familia militar. Después de la muerte de su padre en 1939, su familia se trasladó a la Florida de Washington, D.C. Asistió a la Academia St. Joseph en St. Augustine, Florida y trabajó en WFOY-Radio, recibiendo una demostración de la demostración y leyendo los anuncios, entre otros deberes. Más tarde, tuvo un trabajo durante el verano como locutor en Marineland cuando era una atracción al estilo de SeaWorld al sur de San Agustín. Pasó la mayor parte de su carrera en la Florida y murió en 2017.

### Carrera
Durante la Segunda Guerra Mundial, Gannon fue miembro del Servicio de Campo Americano. En la década de 1950 escribió sobre temas militares europeos. Gannon obtuvo su licenciatura y másteres de la Universidad Católica de América y más tarde estudió teología en la Universidad de Lovaina en Bélgica. Fue ordenado sacerdote en 1959 y recibió su doctorado en Historia de la Universidad de Florida en 1962.
En 1968, fue corresponsal de guerra en Vietnam para la revista católica América. Enseñó en la Universidad de Florida desde 1974 con una carrera docente que abarca 38 años. Dejó el sacerdocio en 1976 y más tarde se casó con Genevieve Haugen. Enseñó sobre la historia de la Segunda Guerra Mundial, y se convirtió en el Profesor de Servicio Distinguido Emérito de la Historia.
Una obra bien conocida de Gannon es la Operación Drumbeat (1990), subtitulada "La dramática historia real de los primeros ataques de un crucero alemán a lo largo de la costa americana en la Segunda Guerra Mundial". Gannon investigó extensamente el tema, viajando a Europa para conocer los sitios donde se desarrolló la batalla y entrevistar a los sobrevivientes que habían participado en la contienda. Tuvo acceso a una serie de documentos oficiales, a ambos lados del Atlántico, que le proporcionaron información adicional. El libro es la crónica del crucero de U-123 que, en enero de 1942, bajo Reinhard Hardegen se internó en la costa este de Estados Unidos y analiza los factores que se escondían detrás de una importante derrota naval para los Estados Unidos que podría haber alterado la estrategia de guerra llevada a cabo por los aliados occidentales.

### Legado
Gannon era conocido por su estudio de la historia colonial española. Entre numerosos premios y honores, fue comandante de Caballero de la Orden de Isabel la Católica, concedido por el rey Juan Carlos I de España, y en el verano de 2016 recibió el galardón LeRoy Collins Lifetime Leadership.

### Muerte
Gannon murió el 11 de abril de 2017, diecisiete días antes de cumplir noventa años.

### Publicaciones Seleccionadas
Los trabajos publicados de Gannon incluyen:
- Pearl Harbor Betrayed: The True Story of a Man and a Nation under Attack Hardcover, Henry Holt and Co.; 1st edition (September 10, 2001); ISBN 0805066985/ISBN 978-0805066982
- Florida: A Short History (Columbus Quincentenary), University Press of Florida; 1st edition (July 1, 2003); ISBN 0813026806/ISBN 978-0813026800
- The Cross in the Sand: The Early Catholic Church in Florida, 1513-1870, University Press of Florida; 1st edition (December 1, 1965); ISBN 0813007763/ISBN 978-0813007762
- Secret Missions, Harpercollins; 1st edition (September 1994), ISBN 0060177330/ISBN 978-0060177331
- Rebel Bishop: Augustin Verot, Florida's Civil War Prelate (Florida Sand Dollar Books), University Press of Florida (March 23, 1997), ISBN 0813015227/ISBN 978-0813015224